# Ольховец (Московская область)
Ольховец — деревня в городском округе Шаховская Московской области.

## Население
| 1859 | 1926 | 2002 | 2006 | 2010 |
| ---- | ---- | ---- | ---- | ---- |
| 134  | ↗153 | ↘19  | ↘14  | ↗18  |

## География
Деревня расположена в южной части округа, примерно в 16 км к югу от райцентра Шаховская, на запруженной речке Черниченке — притоке реки Мутни (приток Рузы), высота центра над уровнем моря 215 м. Ближайшие населённые пункты — Костино на юге и Середа на северо-западе.
В деревне имеется Новая улица.
В деревне останавливаются автобусы № 35 и 45.

## Исторические сведения
В 1769 году Ольховец — деревня Хованского стана Волоколамского уезда Московской губернии, принадлежала Коллегии экономии (ранее — Левкиеву монастырю). В деревне 12 дворов и 17 душ.
В середине XIX века деревня относилась к 1-му стану Волоколамского уезда и принадлежала Департаменту государственных имуществ. В деревне было 20 дворов, 86 душ мужского пола и 65 душ женского.
В «Списке населённых мест» 1862 года — казённая деревня 1-го стана Волоколамского уезда Московской губернии по правую сторону Московского тракта, шедшего от границы Зубцовского уезда на город Волоколамск, в 35 верстах от уездного города, при речке Чернисенке, с 17 дворами и 134 жителями (68 мужчин, 66 женщин).
По данным на 1890 год входила в состав Серединской волости, число душ мужского пола составляло 64 человека.
В 1913 году — 35 дворов.
По материалам Всесоюзной переписи населения 1926 года — деревня Костинского сельсовета, проживало 153 человека (68 мужчин, 85 женщины), велось 34 крестьянских хозяйства.
С 1929 года — населённый пункт в составе Шаховского района Московской области.
1994—2006 гг. — деревня Серединского сельского округа Шаховского района.
2006—2015 гг. — деревня сельского поселения Серединское Шаховского района.
2015 г. — н. в. — деревня городского округа Шаховская Московской области.